# Juscelino Filho
José Juscelino dos Santos Rezende Filho (São Luís, 6 de novembro de 1984) é um médico e político brasileiro, filiado ao União Brasil (UNIÃO). Atualmente exerce o cargo de deputado federal pelo Maranhão. Foi ministro das Comunicações de 2023 a 2025.

## Biografia

### Formação acadêmica e primeiros anos
Nascido em São Luís, capital do Maranhão, Juscelino é filho do ex-deputado estadual Juscelino Rezende.
Formou-se em Medicina pelo Centro Universitário do Maranhão (UNICEUMA) no ano de 2010.

### Carreira política
Em 2010, acompanhou e apoiou sua tia Vianey Bringel na candidatura para deputada estadual, apoiando também Roseana Sarney para governadora na coligação "O Maranhão não pode parar". 
Em 2013, Juscelino Filho se filiou ao Partido Republicano Progressista (PRP). Na eleição de 2014, foi eleito deputado federal, sendo o mais votado em Santa Inês. 
Em 2016, Juscelino Filho se filiou ao Democratas, sendo o presidente do Diretório Estadual do partido no Maranhão. 
Em 17 de abril de 2016, votou a favor do processo de impeachment da presidente Dilma Rousseff. Posteriormente, votou a favor da PEC do Teto dos Gastos Públicos. Em abril de 2017 votou a favor da Reforma Trabalhista. Em agosto de 2017 votou contra o processo em que se pedia abertura de investigação do então presidente Michel Temer, ajudando a arquivar a denúncia do Ministério Público Federal.
Em setembro de 2021, foi relator de um projeto de lei que viabilizava o Auxílio Brasil, ao alterar as regras orçamentárias e permitir contabilizar fonte de rendas vindas de projetos ainda em tramitação no Congresso.
Na prática que ficou conhecida como orçamento secreto, Juscelino Filho destinou dinheiro público para a construção de uma estrada ligando uma fazenda de sua família, no município maranhense de Vitorino Freire, onde sua irmã é prefeita. Juscelino destinou também 25 milhões de reais para o município de Imperatriz, para a construção de um anel rodoviário; matéria da Folha de S.Paulo apontava que, apenas dois anos após as obras, a estrada já estava em péssima qualidade. O presidente Lula disse ter cobrado explicações de Juscelino.
Por ocasião da sua reeleição em outubro de 2022, declarou ao Tribunal Superior Eleitoral possuir um patrimônio de 4,4 milhões de reais, incluindo um avião Piper PA-34-220T Seneca V. Durante a 56.ª legislatura da Câmara (2019-2022), pediu reembolso por gastos de combustíveis de aviação no valor de 122 mil reais, o que é permitido pelas regras do parlamento para viagens ligadas ao mandato.

### Ministro das Comunicações
Em dezembro de 2022, foi anunciado como o Ministro das Comunicações do terceiro governo Lula.
Segundo O Estado de S. Paulo, o ministro fez uso de aviões oficiais da Força Aérea Brasileira para compromissos privados em São Paulo. Na cidade, Juscelino dedicou tempo para assessorar compradores de cavalos, recebeu uma premiação equestre e discursou em uma exposição de cavalos de raça. O Estadão divulgou também que o ministro possuía pelo menos 2,2 milhões de reais em cavalos de raça, bens que não foram declarados à Justiça Eleitoral na sua candidatura. O Estadão também relembrou que o único projeto de Juscelino na Câmara em 2022 foi a proposta de criação do "dia do cavalo". Após a divulgação da reportagem, Juscelino devolveu aos cofres públicos o dinheiro das diárias.
Em 28 de março, o Estadão também divulgou que tanto seu piloto particular quanto o gerente do seu haras em Vitorino Freire estavam empregados na Câmara. A Comissão de Ética da Presidência abriu uma investigação pelas condutas de Juscelino.
Em 11 de junho de 2024, a Polícia Federal indiciou o ministro das Comunicações, Juscelino Filho, por crimes como corrupção passiva, fraude em licitações e organização criminosa. Juscelino Filho é suspeito de desviar emendas parlamentares para cidade maranhense onde irmã dele, Luanna Rezende, é prefeita.
Em 8 de abril de 2025 solicitou sua demissão do cargo após ter sido denunciado pela Procuradoria-Geral da República. Sua exoneração foi publicada no Diário Oficial da União em 9 de abril.

## Desempenho eleitoral
| Ano  | Eleição               | Partido | Candidato a      | Votos   | %     | Resultado | Ref    |
| ---- | --------------------- | ------- | ---------------- | ------- | ----- | --------- | ------ |
| 2014 | Estaduais no Maranhão | PRP     | Deputado federal | 83.955  | 2,73% | Eleito    | [ 22 ] |
| 2018 | Estaduais no Maranhão | DEM     | Deputado federal | 97.075  | 2,97% | Eleito    | [ 23 ] |
| 2022 | Estaduais no Maranhão | UNIÃO   | Deputado federal | 142.419 | 3,84% | Eleito    | [ 24 ] |